# Albert Ayler
Albert Ayler (Cleveland, 13 luglio 1936 – New York, 25 novembre 1970) è stato un sassofonista statunitense.
Ayler è considerato uno dei musicisti maggiori e più influenti della prima corrente free jazz degli anni sessanta; il critico musicale John Litweiler scrisse che "mai in precedenza e mai più da allora, ci fu una così cruda aggressione al jazz" nell'uso del sassofono tenore suonato con un vibrato così pieno di pathos.
Con il suo gruppo principale, l'Albert Ayler Trio, dischi epocali come Spiritual Unity e The Hilversum Session mostrano Ayler spingersi oltre le improvvisazioni sperimentali di John Coltrane e di Ornette Coleman, portandole in un reame astratto dove timbro, armonia e melodia vengono completamente destrutturate. La musica da lui prodotta tra il 1965 e il 1966, in brani come Spirits Rejoice, Ghosts e Truth Is Marching In è stata paragonata dalla critica alle sonorità delle prime band di ottoni della New Orleans di inizio secolo, e comprende l'implementazione di motivi semplici e marcette militari alternate a selvagge improvvisazioni free jazz di gruppo.

## Biografia

### Inizi
Ayler nacque a Cleveland Heights, Ohio, e sin da bambino fu indirizzato verso l'apprendimento del sax contralto dal padre Edward, con il quale spesso suonava in duetto durante le funzioni religiose in chiesa. Frequentò la John Adams High School di Cleveland, diplomandosi nel 1954 all'età di 18 anni. Successivamente studiò all'Accademia di musica di Cleveland con il sassofonista jazz Benny Miller, portando avanti anche lo studio dell'oboe. Da adolescente Ayler suonava con tale impeto e passione da guadagnarsi il soprannome di "Little Bird" a Cleveland e dintorni. Il soprannome era un ovvio riferimento al sassofonista Charlie Parker, che era soprannominato "Bird."
Nel 1952, all'età di 16 anni, Ayler iniziò a suonare musica in stile R&B utilizzando il sax tenore accompagnando il cantante blues ed armonicista Little Walter, e trascorrendo due estati in compagnia della band di Walter. Dopo il diploma, il giovane Albert entrò nell'esercito, dove continuò comunque a suonare con altri musicisti in diverse jam session, incluso il tenorsassofonista Stanley Turrentine. Nell'esercito Ayler suonava stabilmente nella banda del reggimento. Nel 1959 venne dislocato in Francia, dove si specializzò nell'eseguire marce militari che sarebbero state una delle principali influenze nella sua musica futura. Dopo il congedo, cercò di trovare ingaggi come musicista sia nell'area di Los Angeles che a Cleveland, ma senza alcun successo, dato che il suo modo di suonare iconoclasta, che si distanziava molto dalle concezioni armoniche classiche, non era ben accetto dai tradizionalisti.
Nel 1962 si trasferì in Svezia dove iniziò la sua carriera professionale in sala di incisione, guidando gruppi jazz svedesi e danesi durante delle trasmissioni radiofoniche, e jammando con alcuni membri del gruppo di Cecil Taylor, che si trovava lì in tournée nell'inverno del 1962-1963. Il suo primo album ufficiale, My Name Is Albert Ayler, consiste in una sessione in studio dove Ayler esegue diversi standard jazz per la stazione radiofonica di Copenaghen, con musicisti locali come Niels-Henning Ørsted Pedersen, e il batterista Ronnie Gardiner.

### Spiritual Unity
Ayler fece ritorno negli Stati Uniti e formò un trio a New York con il contrabbassista Gary Peacock e il batterista Sunny Murray, e incise quello che da più parti è indicato come il suo album "manifesto", Spiritual Unity (1965), per l'etichetta indipendente ESP-Disk, 30 minuti di intense improvvisazioni free. Incoraggiato dal jazzista Eric Dolphy, che arrivò a definirlo "il miglior sassofonista che avesse mai visto", Ayler iniziò ad avere sempre più credito nella scena jazz dell'epoca. Il suo modo di suonare influenzò le nuove generazioni di musicisti jazz d'avanguardia, ma anche veterani come John Coltrane. Nel 1964 girò l'Europa in tour, con l'aggiunta al trio del trombettista Don Cherry, registrando e pubblicando The Hilversum Session.
In questo periodo, il trio di Ayler creò il sound "free jazz" per antonomasia. Murray raramente forniva un tempo costante, e gli assolo di Ayler erano urticanti e antimelodici al massimo. Era però comunque possibile rintracciare nella musica di Ayler e compagni delle precise fondamenta che poggiavano ancora sul jazz tradizionale. Il seguente gruppo con il quale Ayler suonò, insieme al fratello trombettista Donald, fu un cambio radicale di stile. L'album Bells, la registrazione di un concerto dal vivo alla Town Hall di New York con Donald Ayler, Charles Tyler, Lewis Worrell e Sunny Murray, segnò il ritorno del sound da banda militare, con influenze mariachi alternate ad esplosioni rumoristiche free, una sonorità unica e selvaggia che trascinò indietro il jazz al periodo pre-Louis Armstrong. Il nuovo sound si consolidò con l'album Spirits Rejoice registrato dalla stessa formazione. Ayler, nel corso di una intervista del 1970, definì il suo stile musicale "energy music", in contrasto con lo "space bebop" suonato da Coltrane e inizialmente anche da Ayler stesso. Questo tipo di approccio musicale continuò con At Slug's Saloon.
Nel 1966, il sassofonista firmò per la Impulse Records dietro insistenza di John Coltrane, il principale artista dell'etichetta, da lungo tempo suo ammiratore. Ma anche alla Impulse!, casa discografica specializzata nell'avanguardia jazz più estrema, la musica di Ayler faticò a trovare seguaci o un pubblico stabile a cui rivolgersi. Coltrane morì nel 1967 e Ayler fu uno dei numerosi musicisti che presero parte al suo funerale. Esiste una registrazione amatoriale dell'esibizione di Ayler al funerale di Coltrane. Più avanti nel 1967, il fratello di Albert, Donald, ebbe un fortissimo esaurimento nervoso. In una lettera a The Cricket, una rivista musicale di Newark, New Jersey, pubblicata da Amiri Baraka e Larry Neal, Albert raccontò di avere visto "la spada di Gesù" e dischi volanti multicolori, e di avere udito l'Arcangelo Gabriele.

### Ultimi anni
Nei seguenti due anni e mezzo, Ayler tornò ad incidere musica non troppo distante dal rock and roll da lui suonato agli esordi, spesso con l'aggiunta di testi utopici opera della sua fidanzata di allora Mary Maria Parks. In questa fase della sua carriera, l'artista incorporò elementi di R&B, con una ritmica funky, e una sezione fiati folkloristica che includeva anche l'uso di una cornamusa. L'album del 1967 Love Cry fu un deciso passo in avanti verso questa nuova direzione musicale.
Fu poi la volta dell'album decisamente R&B New Grass, che venne generalmente mal accolto dai fan, che lo considerarono un tentativo malriuscito di produrre musica "commerciale" da parte di Ayler, e lo giudicarono il suo peggior disco. Dopo questo fallimento commerciale, Ayler cercò di unire insieme la musica più avanguardistica dei suoi primi album con il sound più moderato di New Grass per i suoi ultimi dischi in studio: gli album Music Is the Healing Force of the Universe, che vedeva la partecipazione di musicisti rock-blues come Henry Vestine dei Canned Heat e musicisti jazz come il pianista Bobby Few, e The Last Album pubblicato postumo dall'etichetta Impulse! nel 1971 dopo la sua morte.
Nel luglio 1970 Ayler ritornò al free jazz per qualche esibizione in Francia, ma la band che aveva assemblato (Call Cobb, il bassista Steve Tintweiss e il batterista Allen Blairman) non venne giudicata all'altezza dei suoi primi gruppi.

### Morte
Ayler scomparve il 5 novembre 1970, e il suo cadavere venne rinvenuto nel fiume East River di New York il 25 novembre seguente. La causa fu imputata ad un presunto suicidio. Per qualche tempo dopo la sua morte, si fecero insistenti le voci indicanti di come Ayler fosse stato assassinato. Successivamente, però, la Parks avrebbe confermato che Ayler era all'epoca della morte molto depresso e si sentiva in colpa per il crollo mentale del fratello, che non si era più ripreso completamente. La donna aggiunse anche che proprio poco tempo prima del decesso Ayler aveva spesso dichiarato di volersi uccidere, ed in un accesso d'ira era arrivato a scagliare con violenza uno dei suoi sassofoni contro il televisore di casa. Comunque, ufficialmente il motivo della morte ad oggi non risulta ancora chiarito. Albert Ayler venne sepolto a Cleveland, in Ohio.

## Discografia
- 1960-72 - Holy Ghost: Rare and Unissued Recordings (1960-72) (Revenant)  (10 CD boxset)
- 1960 - The First Recordings, Vol. 1 (Bird Note) (alias Something Different!!!!!)
- 1960 - The First Recordings, Vol. 2 (Bird Note)
- 1963 - My Name Is Albert Ayler (Debut)
- 1964 - Spirits (Debut) (alias Witches and Devils)
- 1964 - Goin' Home (Black Lion)
- 1964 - Prophecy (ESP-Disk')
- 1964 - Albert Smiles with Sunny (In Respect) Live
- 1964 - Spiritual Unity (ESP-Disk')
- 1964 - New York Eye and Ear Control (ESP-Disk')
- 1964-66 - Albert Ayler (Philology)
- 1964 - Ghosts (Debut) (alias Vibrations)
- 1964 - The Hilversum Session (Osmosis)
- 1965 - Bells (ESP-Disk')
- 1965 - Spirits Rejoice (ESP-Disk')
- 1965 - Sonny's Time Now (Jihad)
- 1966 - Albert Ayler Quintet at Slug's Saloon, Vol. 1 (ESP Base)
- 1966 - Albert Ayler Quintet at Slug's Saloon, Vol. 2 (ESP Base)
- 1966 - The Berlin Concerts 1966 (Relyable)
- 1966 - Lorrach/Paris 1966 (hatMUSICS)
- 1966-67 - Live in Greenwich Village: The Complete Impulse Recordings (Impulse!) (Ristampa con inserti dei seguenti 3 album - 2 CD)
  - 1966-67 - Albert Ayler in Greenwich Village (Impulse!)
  - 1966-67 - Albert Ayler in Greenwich Village (Impulse!)
  - 1966-67 - The Dedication Series, Vol. VII: The Village Concerts (Impulse!)
- 1967-68 - Love Cry (Impulse!)
- 1968 - New Grass (Impulse!)
- 1969 - Music Is the Healing Force of the Universe (Impulse!)
- 1969 - The Last Album (Impulse!)
- 1970 - Revelations: The Complete ORTF 1970 Fondation Maeght Recordings (Elemental Music) (Ristampa con inserti dei seguenti 3 album - 4 CD boxset)
  - 1970 - Live on the Riviera (ESP-Disk') (alias Albert Ayler Quintet Live 1970)
  - 1970 - Nuits de la Fondation Maeght, Vol. 1 (Shandar Records)
  - 1970 - Nuits de la Fondation Maeght, Vol. 2 (Shandar Records)[12]